# Taudactylus eungellensis
A Taudactylus eungellensis a kétéltűek (Amphibia) osztályának békák (Anura) rendjébe, a Myobatrachidae családba, azon belül a Taudactylus nembe tartozó faj.

## Előfordulása
Ausztrália endemikus faja. Queensland állam középső-keleti részén, Mackaytól nyugatra, a Clarke Range-től a Finch Hatton-szurdokig, 200–1000 m-es tengerszint feletti magasságban honos. A faj előfordulási területe kevesebb mint 500 km².
A Taudactylus eungellensis teljes elterjedési területén gyakori fajnak számított egészen 1985 januárjáig, amikor a visszaszorulás első jeleit észlelték alacsonyabb magasságokban (azaz kb. 400 m-en). Nagyobb magasságban a békák 1985 márciusáig gyakoriak voltak, de az év júniusában már ott sem voltak jelen. Elterjedési területének déli részén 1986 júniusa folyamán egy kisebb populációt észleltek, de ezután onnan is eltűnt. Ebihalak 1987 májusáig voltak jelen az elterjedési területének déli területein. A nyilvánvaló távollét után 1992-ben újra felfedeztek egy egyedet, és ezt követően kilenc elszórt helyen észlelték a fajt az Eungella Nemzeti Park területén.

## Nevének eredete
A faj nevét a típuspéldány felfedezésének helyéről, a Eungella Nemzeti Parkról kapta.

## Megjelenése

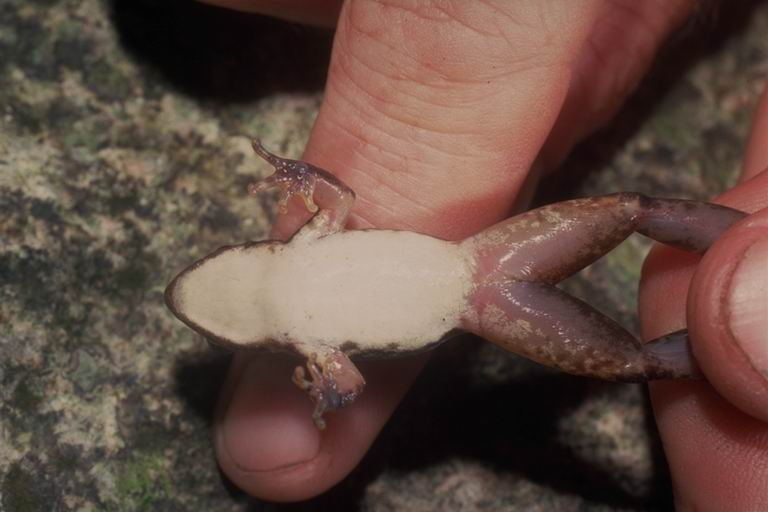
Hasi oldala

Kis termetű békafaj, testhossza elérheti a 3,5 cm-t. Háta világosbarna, sötétbarna vagy zöldesbarna színű, sötétebb X-alakú mintával és foltokkal. Az orra hegyétől a karjáig néha barna csík húzódik. A szemek között egy sötét vízszintes jegy is található. A hasa fehér vagy sárga. A pupillája vízszintes, a szivárványhártya pedig aranyszínű. A lábakon és a karokon barna vízszintes sávok húzódnak. Ujjai között nincs úszóhártya, ujjai végén apró korongok vannak. A Taudactylus eungellensis az Myobatrachidae családba tartozó egyetlen faj, amelyről ismert, hogy testének és végtagjainak mozgásával jelzi jelenlétét. Néha integetéssel, fejbiccentéssel, jellegzetes ugrálással kommunikál, ami annak tudható be, hogy gyors folyású patakok közelében él, ahol a víz hangja elnyom minden hívóhangot. Azt feltételezik, hogy ezek a mozdulatok az udvarlás egyik formája.

## Életmódja
Tavasztól őszig szaporodik. A nőstény a petéket kis csomókban, a patakok vagy patakmedencék sziklái alá rögzíti. Az ebihalak jellemzően 4,5 cm hosszúak és aranybarna színűek, a szemek mögött sötétebb V-alakú mintával. Gyakran sziklák alá bújnak. Nem ismert, hogy mennyi idő alatt fejlődnek békává.

## Természetvédelmi helyzete
A vörös lista a veszélyeztetett fajok között tartja nyilván. Populációja csökken, a fakitermelés és az invázív fajok jelentenek számára fenyegetést. Több természetvédelmi területen is megtalálható.
A faj populációit 1994-1998 között 180 és 980 m közötti magasságban lévő patakszakaszok mentén követték nyomon. A populációk mérete az egyes helyszíneken jelentősen különbözött, de az idő múlásával állandónak tűnt. Érdekes módon az egyes populációk jelentős részét minden egyes látogatás alkalmával újra befogták, ami arra utal, hogy a populáció fluktuációja alacsony, és a populáció mérete is alacsony. A megfigyelt populációk: egy nagy populáció a Rawson Creeknél, egy közepes méretű populáció a Dooloomai Fallsnál és egy kis populáció a Tree Fern Creeknél. A többi helyen túl rendszertelenül fogtak egyedeket ahhoz, hogy hasznos információkkal szolgáljanak. Bár az ezeken a helyeken talált békák száma biztató, és úgy tűnik, hogy lassan növekszik, a Dooloomai Fallsnál a békák jelenlegi száma lényegesen alacsonyabb, mint amit az 1985/86-os hirtelen populációcsökkenés előtt regisztráltak.